# Reuben Hersh
Reuben Hersh (9 décembre 1927 - 3 janvier 2020) est un mathématicien et universitaire américain, surtout connu pour ses écrits sur la nature, la pratique et l'impact social des mathématiques. Son travail questionne et complète la philosophie dominante des mathématiques.
Bien qu'il soit généralement connu sous le nom de Reuben Hersh, tard dans la vie, il a parfois utilisé le nom de Reuben Laznovsky en reconnaissance du nom de famille ancestral de son père.

## Biographie
Après avoir obtenu un baccalauréat en littérature anglaise de l'université Harvard en 1946, Hersh passe une décennie à écrire pour Scientific American et à travailler comme machiniste. Après avoir perdu son pouce droit en travaillant avec une scie à ruban, il décide d'étudier les mathématiques à l'Institut Courant des sciences mathématiques. En 1962, il obtient un doctorat en mathématiques de l'université de New York sous la direction de Peter Lax. Il est affilié à l'université du Nouveau-Mexique depuis 1964, où il est professeur émérite.
Hersh écrit un certain nombre d'articles techniques sur les équations aux dérivées partielles, les probabilités, les évolutions aléatoires et les équations d'Application linéaire. Il est co-auteur de quatre articles dans Scientific American et de douze articles dans The Mathematical Intelligencer.
Hersh est surtout connu comme coauteur avec Philip J. Davis de The Mathematical Experience (1981), qui remporte un National Book Award in Science .
Hersh préconise ce qu'il a appelé une philosophie « humaniste » des mathématiques, opposée à la fois au platonisme (soi-disant « réalisme ») et à ses rivaux nominalisme/fictionnalisme/formalisme. Il soutient que les mathématiques sont réelles et que leur réalité est socioculturelle et historique, située dans les pensées partagées de ceux qui l'apprennent, l'enseignent et la créent. Son article "The Kingdom of Math is Within You" (un chapitre de son livre Experiencing Mathematics, 2014) explique comment les preuves des mathématiciens obligent à un accord, même lorsqu'elles sont inadéquates en tant que logique formelle.

## Livres
- P. Greenwood et R. Hersh, « Stochastic differentials and quasi-standard random variables », dans Mark A. Pinsky, Probabilistic methods in differential equations (Proc. Conf., Univ. Victoria, Victoria, B. C., 1974), Berlin, Springer, coll. « Lecture Notes in Mathematics » (no 451), 1975, vi+162 p., p. 35-62
- Philip J. Davis et Reuben Hersh, The Mathematical Experience, Boston, Birkhaüser, 1981 (ISBN 9783764330187)
- Philip J. Davis et Reuben Hersh, Descartes' Dream: The World According to Mathematics, Prentice Hall / Harvester Wheatsheaf, 1986, 288 p. (ISBN 978-0710811370) (Dover, 2005)
- Reuben Hersh, What is Mathematics, Really?, Oxford University Press, 1997, 368 p. (ISBN 978-0195113686, lire en ligne)
- Reuben Hersh (éditeur), 18 Unconventional Essays on the Nature of Mathematics, Springer Verlag, 2005, xxii+326 p. (ISBN 978-0-387-25717-4, DOI https://doi.org/10.1007/0-387-29831-2, présentation en ligne)
- Reuben Hersh et Vera John-Steiner, Loving and Hating Mathematics, Princeton University Press, 2009, 432 p. (ISBN 9780691142470, présentation en ligne)
- Reuben Hersh, Experiencing Mathematics: What do we do, when we do mathematics?, American Mathematical Society, 2014, 291 p. (ISBN 978-0-8218-9420-0, lire en ligne)
- Reuben Hersh, Peter Lax, Mathematician: An Illustrated Memoir, American Mathematical Society, 2015, 253[présentation en ligne=https://bookstore.ams.org/view?ProductCode=MBK/88 (ISBN 978-1-4704-1708-6, lire en ligne)